# William Joseph Burns

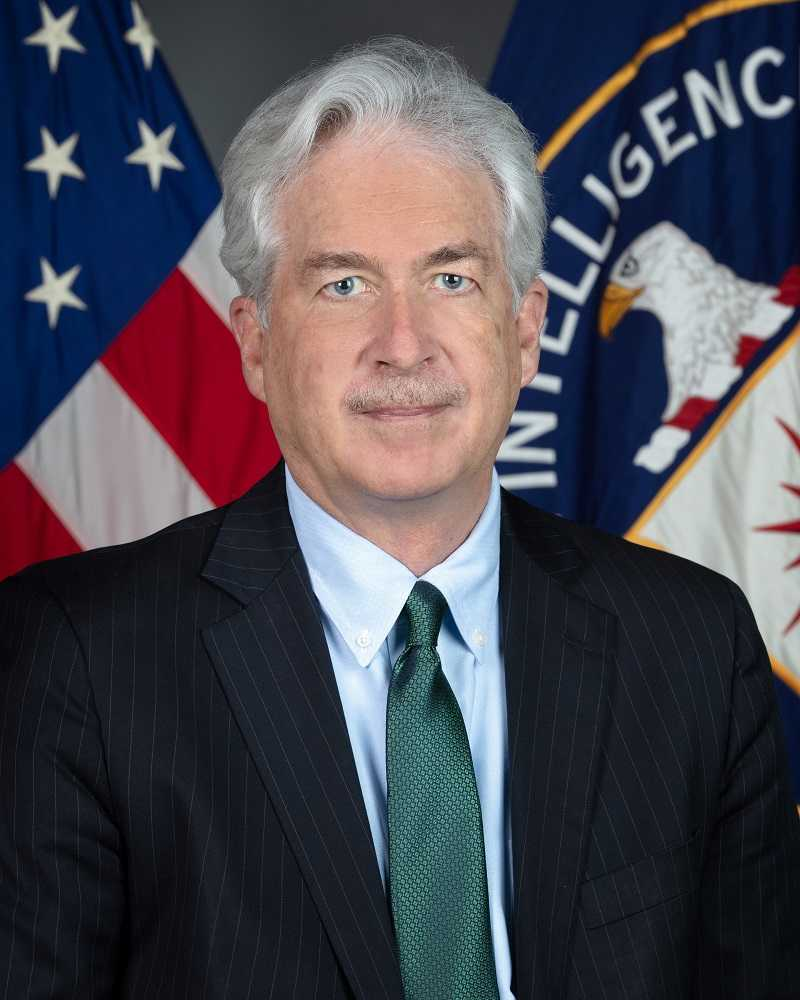
William J. Burns (2021)

William Joseph Burns (* 4. April 1956 in Fort Bragg, North Carolina) ist ein US-amerikanischer Diplomat.
Er bekleidete vom 28. Juli 2011 bis zum 3. November 2014 als Vizeaußenminister (Deputy Secretary of State) den zweithöchsten Posten im Außenministerium der Vereinigten Staaten. US-Präsident Joe Biden nominierte kurz vor seinem Amtsantritt am 20. Januar 2021 Burns für das Amt des CIA-Direktors. Am 18. März 2021 bestätigte der US-Senat Burns’ Berufung.
Vom 22. Juli 2023 bis 20. Januar 2025 war Burns Mitglied im Kabinett Biden.

## Leben
William J. Burns, Sohn von Generalmajor William F. Burns, studierte nach dem Schulbesuch Geschichte an der La Salle University und erwarb dort nach einem einjährigen Auslandsstudium an der Universität Laval in Québec 1978 einen Bachelor of Arts in Geschichte. Anschließend absolvierte er mit einem Marshall-Stipendium ein postgraduales Studium im Fach Internationale Beziehungen an der University of Oxford und schloss es mit einem Master of Philosophy und 1981 mit einem Doctor of Philosophy (Ph.D.) ab.
Er trat 1982 in den Diplomatischen Dienst ein und wurde bis 1996 sowohl in Verwendungen im State Department als auch an US-amerikanischen Auslandsvertretungen eingesetzt. Er war vom 16. Januar 1996 bis zum 27. Februar 1998 (während der Präsidentschaft von Bill Clinton) Sonderassistent der damaligen Außenminister Warren Christopher und Madeleine Albright sowie Leiter des Exekutivsekretariats der Verwaltung des Außenministeriums (US Executive Secretary of State).
Am 9. August 1998 wurde er als Nachfolger von Wesley William Egan, Jr. Botschafter in Jordanien. Im Juni 2001, einige Monate nach dem Amtsantritt von US-Präsident George W. Bush, kehrte er ins State Department zurück und war dort bis zum 2. März 2005 Assistant Secretary of State für Angelegenheiten des Nahen Ostens. Im November 2005 wurde Burns, der auch für den Council on Foreign Relations tätig war, als Nachfolger von Alexander Vershbow Botschafter in Russland.
Ab dem 13. Mai 2008 bekleidete er als United States Under Secretary of State für politische Angelegenheiten den dritthöchsten Posten im Außenministerium der Vereinigten Staaten. Am 27. Juli 2011 bestätigte der US-Senat seine Ernennung zum Vizeaußenminister und damit zum Stellvertreter von Hillary Clinton. Am Tag darauf trat er die Nachfolge von James Steinberg an. Ab Januar 2013 war er Stellvertreter von Hillary Clintons Nachfolger John Kerry. Im April 2014 wurde sein Rücktritt für den Oktober desselben Jahres angekündigt. Kurz vor dem Ende seiner Amtszeit gab die Carnegie-Stiftung für internationalen Frieden bekannt, dass Burns ab Februar 2015 deren Vorsitz als Nachfolger von Jessica Mathews übernehmen werde. Seine Position als Deputy Secretary fiel an Tony Blinken.
Burns traf sich 2014 dreimal mit dem damals bereits verurteilten Sexualstraftäter Jeffrey Epstein. Laut einem Sprecher der CIA soll sich Burns von Epstein Hilfe beim „Übergang in die Privatwirtschaft“ erhofft haben.
2015 wurde Burns in die American Academy of Arts and Sciences gewählt. Vom 11. bis 14. Juni 2015 nahm er an der 63. Bilderberg-Konferenz in Telfs-Buchen in Österreich teil.
Die iranischen Angriffe auf Tanker 2019 bezeichnete Burns in der New York Times als „rücksichtslos und gefährlich, [aber] zumindest teilweise eine vorhersehbare Folge einer amerikanischen Strategie der Zwangsdiplomatie, die bislang nur Zwang und keine Diplomatie kennt.“

## Schriften
- Economic Aid and American Policy Toward Egypt, 1955-1981, 1985
- How We Fool Ourselves on Russia. In: New York Times. 7. Januar 2017 (nytimes.com).
- The Back Channel. A Memoir of American Diplomacy and the Case for Its Renewal. Random House, New York 2019. ISBN 978-0-525-50886-1